# 伊沃·波哥雷里奇
伊沃·波哥雷里奇（1958年10月20日—），克羅埃西亞鋼琴家。他以有时非正统的诠释而出名，这给他带来了很多追捧及评论家的赞扬与批评。他的演奏范围广泛，18世纪至二十世纪作曲家的作品均有录制。

## 早年
伊沃·波哥雷里奇出生于南斯拉夫貝爾格勒，父親來自克羅埃西亞，母親則來自塞爾維亞。南斯拉夫解體後，波哥雷里奇成為克羅埃西亞公民。其七歲時開始接觸鋼琴，12歲以前在貝爾格勒就讀武奇科维奇音樂學校，後來于1975-78年在至莫斯科音乐学院下属中央音乐学校就讀，師從季马金，后畢業於莫斯科音樂學院。1976年起波哥雷里奇跟随格魯吉亞鋼琴家愛麗莎·克澤拉斯學習李斯特、席洛悌的演奏风格，两人于1980年結婚。
波哥雷里奇於1978年在義大利特爾尼獲得卡薩格蘭德钢琴比賽冠軍，1980年獲得蒙特利爾國際音樂比賽冠軍。1980年，他參加華沙举行的第十届蕭邦鋼琴大賽，但在第三輪奏鸣曲环节被淘汰，以致评委之一的著名钢琴家瑪塔·阿格麗希並退出評審團以示抗議，并称他是一個天才。另外两位评委也表示“这样的艺术家进不了决赛是无法想象的”。其他评委则无法接受波哥雷里奇的演绎方式，评委之一尤金·利斯特称：“他不尊重音乐。他無所不用其極到達扭曲的地步。并且他太過裝腔做勢。”另一位评委路易斯·肯特纳，他之前就因其学生被淘汰而离开了评审团，说：“如果波哥雷里奇这样的人能进入第二阶段，我无法参加评审工作。我们有不同的审美标准。”

## 職業生涯
1981年，波哥雷里奇首次在紐約卡內基音樂廳舉行独奏会，同年在倫敦首演。从那时起，他开始在世界各地举办獨奏音乐会，並曾與波士顿交响乐团、伦敦交响乐团、芝加哥交響樂團、维也纳爱乐乐团、柏林爱乐乐团等眾多知名乐团合作演出。他还开始为德意志留声机录音。
1996年，妻子逝世，之后十年他演出较少，复出后他形象大变，演奏风格也有改变。2019年，时隔21年，波哥雷里奇再次发布专辑，收录了贝多芬的第22和第24号钢琴奏鸣曲及拉赫玛尼诺夫的第2号钢琴奏鸣曲（修订版）。

## 评价
波哥雷里奇的表演經常引起爭議，雖然受到許多觀眾的歡迎，但不总被乐评家所欣赏。他早期錄製的普羅科菲耶夫第六奏鳴曲獲得高度評價，也獲得《企鹅唱片指南》的花冠好评。哈罗德·C·勋伯格在《纽约时报》上的文章批評波哥雷里奇“似乎拼命嘗試成為浪漫派的古尔德，有一些古尔德的古怪，但沒有他的天才”。

## 作品節選
- Abbado, Claudio.  (LP). Deutsche Grammophon. 415 122-1.

## 外部連結
- 官方网站（英文）
- 与伊沃·波哥雷里奇的访谈 （页面存档备份，存于）（英文）
- 伊沃·波哥雷里奇的Discogs页面（英文）